# Edgardo Simovic
Edgardo Simovic (Montevideo, Uruguay, 8 de febrero de 1975) es un futbolista uruguayo que juega como delantero. Su actual equipo es el Deportivo Maldonado de la Segunda División de Uruguay.

## Clubes[1]
| Club                | País      | Año         |
| ------------------- | --------- | ----------- |
| Liverpool FC        | Uruguay   | 1994 - 1995 |
| Marítimo            | Portugal  | 1996        |
| Liverpool FC        | Uruguay   | 1997        |
| Tigres de la UANL   | México    | 1998        |
| Liverpool FC        | Uruguay   | 1999 - 2002 |
| Platense            | Honduras  | 2003        |
| Marathón            | Honduras  | 2004 - 2005 |
| Olimpia             | Paraguay  | 2006        |
| Nueva Chicago       | Argentina | 2006        |
| Zob Ahan FC         | Irán      | 2007        |
| Aucas               | Ecuador   | 2007        |
| FC Vihren Sandanski | Bulgaria  | 2008        |
| Sport Áncash        | Perú      | 2009        |
| Deportivo Maldonado | Uruguay   | 2010-2011   |

## Palmarés

### Campeonatos nacionales
| Título             | Club         | País     | Año  |
| ------------------ | ------------ | -------- | ---- |
| Primera División A | Tigrillos    | México   | 1998 |
| Segunda División   | Liverpool FC | Uruguay  | 2002 |
| Torneo Apertura    | Marathón     | Honduras | 2004 |